# Dobrotice (Chanovice)
Dobrotice jsou malá vesnice, část obce Chanovice v okrese Klatovy v Plzeňském kraji. Nachází se asi 1,5 kilometru jihozápadně od Chanovic. Je zde evidováno 33 adres. V roce 2011 zde trvale žilo 70 obyvatel.
Dobrotice leží v katastrálním území Dobrotice u Chanovic o rozloze 2,88 km².

## Historie
První písemná zmínka o vesnici pochází z roku 1336.

## Obyvatelstvo
| Rok            | 1869 | 1880 | 1890 | 1900 | 1910 | 1921 | 1930 | 1950 | 1961 | 1970 | 1980 | 1991 | 2001 | 2011 | 2021 |
| -------------- | ---- | ---- | ---- | ---- | ---- | ---- | ---- | ---- | ---- | ---- | ---- | ---- | ---- | ---- | ---- |
| Počet obyvatel | 236  | 209  | 158  | 170  | 159  | 168  | 152  | 120  | 110  | 100  | 122  | 86   | 75   | 70   | 61   |
| Počet domů     | 29   | 31   | 31   | 32   | 32   | 32   | 31   | 28   | 23   | 23   | 22   | 26   | 27   | 27   | 27   |

## Obecní správa
Při sčítání lidu v letech 1850–1975 Dobrotice byly samostatnou obcí, se kterým patřily nejprve do okresu Strakonice, ale v roce 1950 v okrese Horažďovice a od roku 1960 v okrese Klatovy. Od 1. července 1975 jsou částí obce Chanovice v okrese Klatovy.

## Galerie

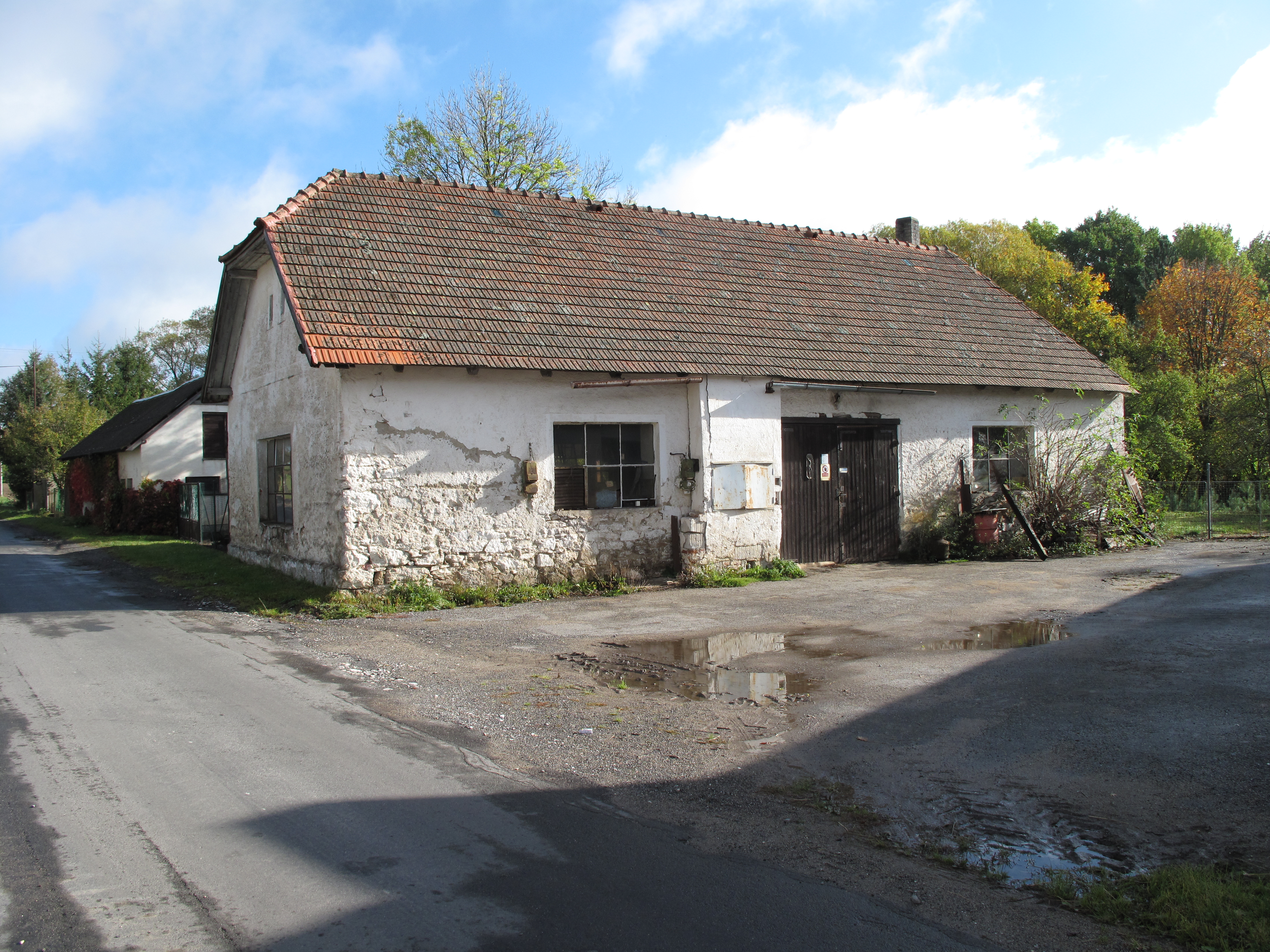
Galerie
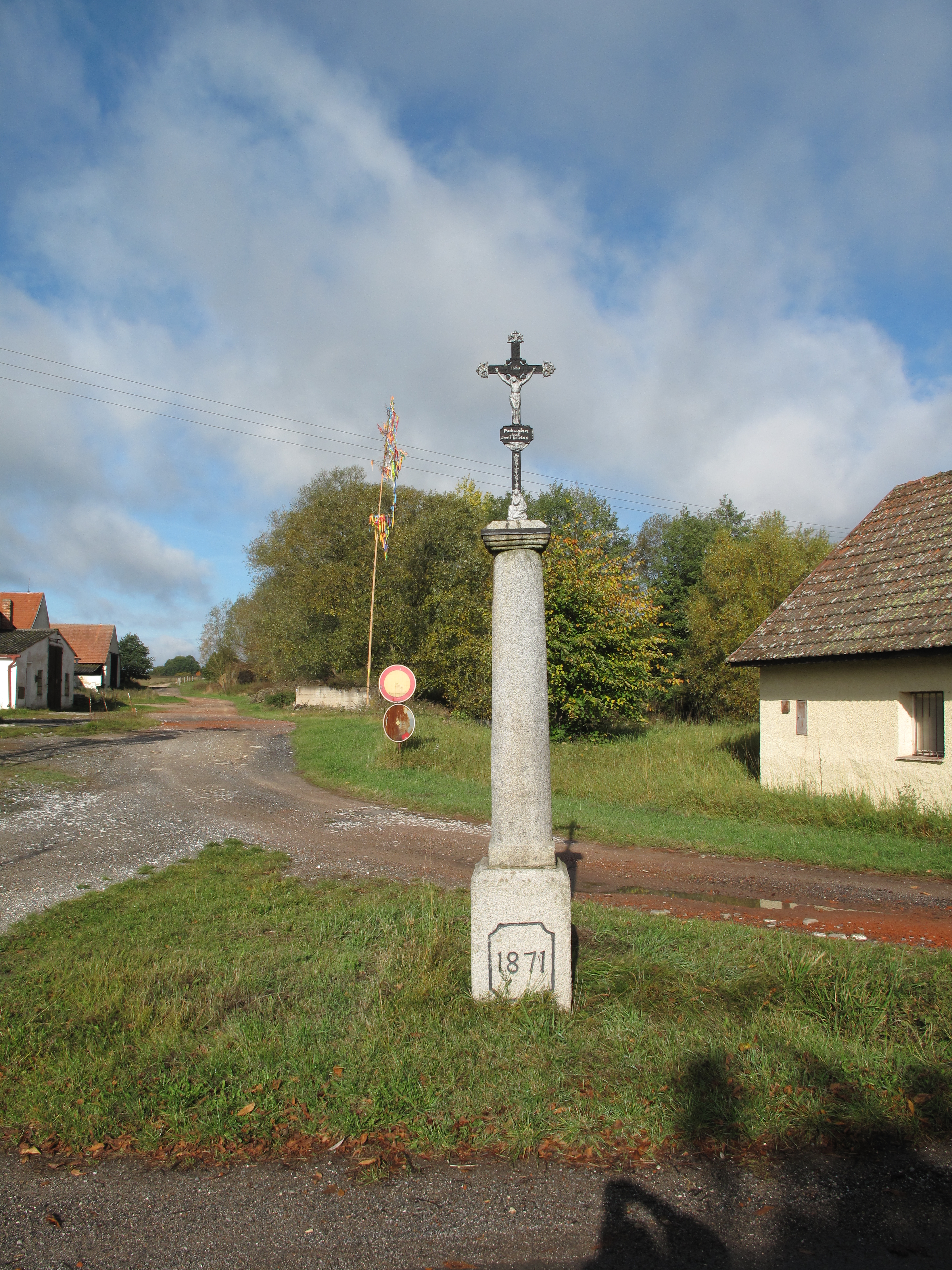
Křížek a májka
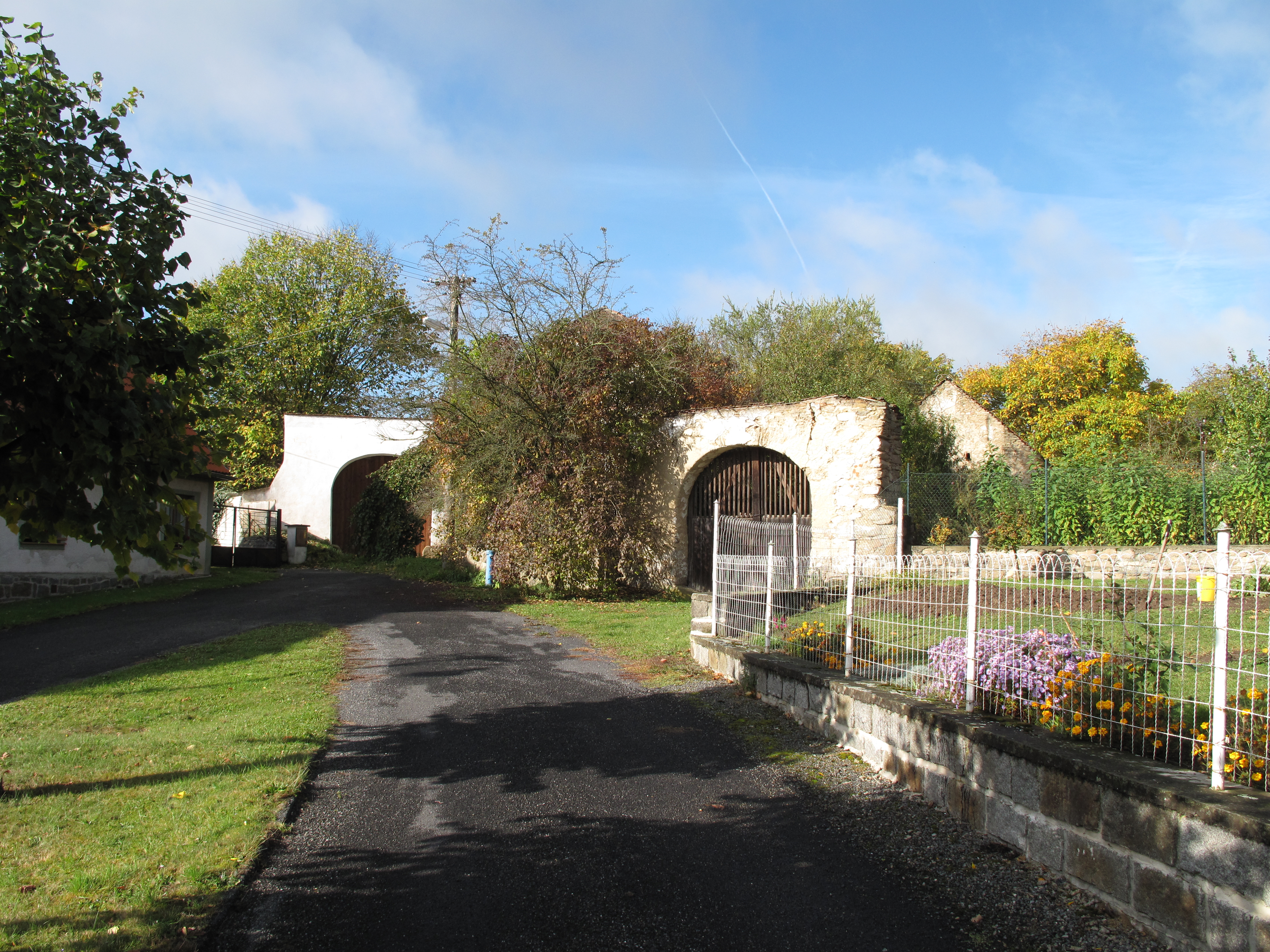
Vrata